# Big Mountain 2000
Big Mountain 2000 (conocido como Snow Speeder en Japón) es un videojuego de carreras sobre nieve con esquís o con snowboard desarrollado por Imagineer y publicado por SouthPeak Interactive para la consola Nintendo 64. Salió al mercado americano en el año 2000, anticipándose su salida en el mercado japonés en algo menos de dos años y no llegando al mercado europeo.

## Juego
Big Mountain permite al jugador estar en posesión del control de una carrera utilizando tablas de snowboard o esquís.
El jugador, además, puede diseñar su propio equipo a medida, incluyendo equipamiento y ropaje.
Existen 6 personajes diferentes entre los que elegir, cada uno muy distinto del resto.

### Modos de Juego
Existen tres modos diferentes de juego en los que poder correr: time attack, multi-player (para dos jugadores como máximo) y championship.
A medida que el jugador avanza en el juego, va adquiriendo experiencia y puede ir desbloqueando nuevos niveles.

## Desarrollo
El juego fue lanzado en Japón bajo el título Snow Speeder en 1998, casi dos años antes de ser lanzado en América.
- Datos: Q2902310